# 徳島県道254号田方穴吹線
徳島県道254号田方穴吹線（とくしまけんどう254ごう たがたあなぶきせん）は、徳島県美馬市を通る一般県道である。

## 概要
美馬市穴吹町口山から美馬市穴吹町穴吹に至る。穴吹川をはさみ国道492号の対岸を走る。沿線には集落があり、生活道路として利用している。

### 路線データ
- 起点：美馬市穴吹町口山
- 終点：美馬市穴吹町穴吹（国道492号交点）
- 総延長：7.067 km[1]

## 歴史
- 1959年（昭和34年）1月31日 - 徳島県道131号として認定。
- 1972年（昭和47年）3月10日 - 現在の路線番号で再認定。
- 2021年（令和3年）8月17日 - 令和3年8月の大雨の影響で落石が発生。現在通行止めとなっている。

## 路線状況

### 道路施設

#### 橋梁
- 新市場橋（穴吹川、美馬市）

## 地理

### 通過する自治体
- 徳島県
  - 美馬市

### 交差する道路
| 交差する道路         | 交差する場所 | 交差する場所 |
| -------------------- | ------------ | ------------ |
| 国道492号 / バイパス | 穴吹町穴吹   |              |
| 国道492号 / 現道     | 穴吹町穴吹   | 終点         |

### 沿線
- 美馬市立穴吹小学校
- 美馬市立穴吹中学校